# Тойота (команда Формулы-1)
Panasonic Toyota Racing (транслит. Панасоник Тойота Рейсинг) — бывшая гоночная команда «Формулы-1», принадлежавшая крупному мировому концерну по производству автомобилей Toyota Motor Corporation.

## Предыстория
Впервые Toyota объявила о своих планах принять участие в «Формуле-1» в качестве самостоятельного конструктора 21 января 1999 года.
В 2000 году появилась информация о том, что Toyota заинтересована в приобретении трассы Фудзи перед заявленным дебютом в «Формуле-1». 25 октября факт приобретения был официально подтвержден пресс-службой компании. По косвенным оценкам, сумма сделки составила 6 миллиардов йен.
Готовясь к дебюту в чемпионате мира «Формулы-1», Toyota поставила перед собой амбициозную цель: как и Ferrari, японская команда решила производить на своей базе в Кёльне и двигатели, и шасси. В связи с этим, японской команде потребовался внушительный штат сотрудников, сравнимый по численности с ведущими командами «Формулы-1». Естественно, что возникновение заводской команды, ставившей перед собой высокие задачи, спровоцировало кадровые перестановки в действующих командах. Toyota обладала бюджетом топ-команды и смогла переманить из Ferrari одного из ведущих мотористов Луку Марморини и аэродинамика Марко Иаккони. Из Sauber пришли аэродинамик Рене Хилхорст и Эндри Миллер, специалист по трансмиссиям; из BMW пришёл Людвиг Зеллнер, специалист по электронике. Наибольший резонанс вызвал переход из Minardi главного конструктора Густава Брюннера. В Toyota Густав стал техническим директором, заняв пост, который до него занимал покинувший в мае 2001 года француз Андреа де Кортанце.
В середине 2000 года стало известно, что дебют Toyota в Формуле-1 откладывается на год. Команда не вышла на старт в сезоне 2001 года и выплатила FIA 12 миллионов долларов штрафа за отсрочку. Причина переноса даты дебюта обусловлена принятием нового регламента на моторы: Toyota разрабатывала 12-цилиндровую версию силового агрегата, однако такая архитектура попала под запрет, начиная с сезона 2001 года. Таким образом, в сезоне 2001 года команда занималась обширной программой испытания шасси TF101, построенного весной Андреа де Кортанце. За восемь месяцев пилоты команды Аллан Макниш и Мика Сало протестировали TF101 на 11 из 17 трасс, принимавших Гран-при Формулы-1, проехали более 3000 кругов (20967 километров).

## История

### Сезон 2002
Команда дебютировала в сезоне 2002 года. На первом Гран-при Австралии Мика Сало финишировал на шестой позиции и заработал первое очко в истории команды. Таким образом, Toyota стала первой с 1993 года командой Формулы-1, завоевавшей очки в своей дебютной гонке Чемпионата мира.
До завершения сезона, перед Гран-при Бельгии, Toyota приняла неожиданное решение начать следующий сезон с полностью обновленным составом гонщиков, отказавшись от услуг Аллана Макниша и расторгнув действующий контракт на выступления в сезоне 2003 года с Микой Сало. После этого заявления японская команда продемонстрировала нетипичную для команд Формулы-1 заботу о своих бывших гонщиках, организовав участие Аллана Макниша в тестах автомобиля американской серии IRL команды Penske на овале «Калифорния Спидвей».

### Сезон 2003
В сезоне 2003 года, Toyota объявила о подписании двухлетнего контракта с Кристиано да Матта, который выиграл серию ChampCar в прошлом году на автомобиле с двигателем Toyota. Команда улучшила результат прошлого сезона и набрала 16 очков, заняв 8 место в Кубке конструкторов, впереди Jordan и Minardi.

### Сезон 2004
7 июля 2004 года Toyota официально объявила о подписании трехлетнего (начиная с 1 января 2005 года) контракта с Ральфом Шумахером. 5 августа стало известно, что начиная с Гран-при Венгрии и до окончания сезона-2004 напарником Оливье Паниса будет третий пилот команды Рикардо Зонта. Обязанности Зонты по пятницам исполнял действующий тест-пилот команды Райан Бриско, а да Матта до окончания срока действия контракта с японской командой вынужден был работать исключительно на маркетинговых мероприятиях.
Сезон 2004 года также был ознаменован очередными кадровыми перестановками. Был усилен конструкторский отдел путём слияния нескольких исследовательских служб Toyota с прямым подчинением главному конструктору Густаву Бруннеру. Кроме этого, команду покинули один из ведущих менеджеров Норберт Крейер и Анжи Паскуале. Последний курировал программу работы с молодыми гонщиками, в частности одним из его подопечных был Райан Бриско, дебютировавший по ходу сезона в роли третьего пилота команды.
После заявления автоконцерна Ford об уходе из Формулы-1, продажи собственной команды Jaguar и моторостроительной компании Cosworth, Jordan осталась без моторов на 2005 года. 15 ноября команда Toyota официально подтвердила решение обеспечить команду Jordan в сезоне 2005 года моторами Toyota RVX-05 последней модификации. Контракт на поставку моторов был заключен на один год. Очевидно, что на решение Toyota снабжать другую команду моторами также повлияло ограничение объёма тестов, вступившее в силу в следующем сезоне, а также изменения в техническом регламенте. Jordan, таким образом, стала своего рода тестовой площадкой для Toyota.

### Сезон 2005
Наиболее успешным сезоном стал 2005 год — 2 поул-позиции, 1 быстрый круг в гонках и 4 место в общем зачёте Кубка конструкторов.

### Сезон 2006
18 октября команда подтвердила подписание контракта с гонщиком Франком Монтаньи, в сезоне 2007 года француз исполнял обязанности третьего пилота команды. 1 декабря Toyota объявила о назначении Тадаси Ямаситы на пост вице-директора команды. До этого назначения японец занимал пост главного менеджера Toyota Motor Corporation, в команде Формулы-1 он возглавил технический отдел.

### Сезон 2007
26 апреля стало известно, что босс команды, Цутому Томита, покинет свой пост в конце июня текущего сезона и возглавит администрацию автодрома в Фудзи. Преемником Томиты стал его первый заместитель, Тадаси Ямасина. Официально кадровые перестановки были объяснены традиционной для Toyota политикой ротации кадров, работающих за границей, однако очевидно, что руководство концерна попыталось таким образом найти выход из затянувшегося кризиса.
Сезон 2007 года стал самым неудачным в карьере Ральфа Шумахера: в каждом из предыдущих десяти сезонов немецкий гонщик как минимум раз поднимался на подиум, тогда как в 2007 году лучшим результатом стало 6 место на Гран-при Венгрии. Поскольку трехлетний контракт с японской командой подходил к концу, стало очевидно, что в сезоне 2008 года место Ральфа займет другой гонщик. В качестве главного претендента на место называли Тимо Глока, на тот момент тест-пилота BMW Sauber и гонщика серии GP2. 1 октября последовало официальное заявление Ральфа о предстоящем расставании с Toyota в конце сезона 2007 года.
Toyota не стала отрицать, что ведет переговоры с Тимо Глоком. Однако у немецкого гонщика были обязательства перед BMW Sauber, команда воспользовалась опционом и продлила с ним контракт тест-пилота. Одновременно Тимо, не дождавшись окончания действующего контракта, договорился о месте основного пилота Toyota. Таким образом, у Глока на руках оказались два противоречащих друг другу контракта, и вопрос о месте работы гонщика пришлось рассматривать на заседании Совета по контрактам. Как оказалось, контракт с BMW Sauber обеспечивал свободу выбора в случае подписания контракта с другой командой, при условии, что гонщик сядет за руль основной машины. Совет по контрактам рассмотрел ситуацию и освободил Тимо Глока от контрактных обязательств перед BMW Sauber, и спустя несколько дней Toyota подтвердила подписание контракта с Тимо Глоком: в 2008 году немец станет напарником Ярно Трулли.

### Сезон 2008
Ярно Трулли завершил чемпионат мира на 9-й позиции с 31 очком, его партнёр Тимо Глок расположился следом с 25 баллами. Toyota набрала на 13 очков больше, чем в прошлом сезоне и завершила сезон на 5-м месте в Кубке конструкторов.

### Сезон 2009
В сезоне 2009 года команда заняла 5 место в кубке конструкторов. А её пилоты Ярно Трулли, Тимо Глок и Камуи Кобаяси соответственно 8-е, 10-е и 18-е места в чемпионате пилотов (Камуи Кобаяси подменял Тимо Глока на Гран-при Бразилии и Гран-при Абу-Даби, в связи с травмой Глока, полученной в квалификации Гран-при Японии).

### Уход из «Формулы-1»
На Гран-при Японии 2009 года Джон Хауэтт подтвердил в интервью Autosport информацию о том, что команда не воспользовалась опционом на продление контракта с действующими гонщиками Ярно Трулли и Тимо Глоком. Несмотря на то, что Toyota Racing в середине сезона 2009 года подписала текст Договора Согласия, гарантировав тем самым остальным командам, FIA и FOM своё участие в чемпионате до конца сезона 2012 года, сомнения по поводу выступления команды в следующем сезоне остались. Появилась неофициальная информация, что 15 ноября 2009 года на заседании правления компании Toyota будет поставлен вопрос о финансировании команды и долгосрочном будущем Toyota Racing в Формуле-1. 14 октября команда Williams — единственный клиент японской команды — неожиданно подтвердила окончание контракта на поставку моторов Toyota в конце 2009 года. 4 ноября на пресс-конференции в Токио представители Toyota официально объявили об уходе заводской команды из Формулы-1. По словам Акио Тоёды (президента Toyota Motor), японский автопроизводитель в условиях сложной экономической ситуации поставил под сомнение целесообразность траты сотен миллионов йен на программу в Формуле-1; по мнению экспертов, концерн за все время существования команды в Формуле-1 вложил в неё более 4 миллиардов долларов.

### Наследие

#### Тесты Pirelli
В 2010 году Pirelli подписала трехлетний контракт с FIA на поставку шин для Формулы-1, вступающий в силу в 2011 году. Первоначально планировалось проводить тесты на машине образца 2010 года, но данная идея не получила одобрения среди команд Формулы-1, поскольку тем самым не был бы соблюден нейтралитет; возникла необходимость в технике, не связанной ни с одной из действующих команд. По согласованию с ассоциацией команд FOTA, в Pirelli для тестов шин использовали шасси Toyota TF109 образца 2009 года. Инженеры бывшей японской команды принимали непосредственное участие в сборе и анализе технической информации по ходу тестов.

## Двигатели Toyota в Формуле-1
| Модель                | Сезоны | Гран-при | Победы | Поулы | Быстрые круги | Очки | Шасси                                   | Команды                                      |
| --------------------- | ------ | -------- | ------ | ----- | ------------- | ---- | --------------------------------------- | -------------------------------------------- |
| Toyota RVX-02 3.0 V10 | 2002   | 17       |        |       |               | 2    | Toyota TF102                            | Panasonic Toyota Racing                      |
| Toyota RVX-03 3.0 V10 | 2003   | 16       |        |       |               | 16   | Toyota TF103                            | Panasonic Toyota Racing                      |
| Toyota RVX-04 3.0 V10 | 2004   | 18       |        |       |               | 9    | Toyota TF104, TF104B                    | Panasonic Toyota Racing                      |
| Toyota RVX-05 3.0 V10 | 2005   | 19       |        | 2     | 1             | 100  | Toyota TF105, TF105B Jordan EJ15, EJ15B | Panasonic Toyota Racing Jordan Grand Prix    |
| Toyota RVX-06 2.4 V8  | 2006   | 18       |        |       |               | 35   | Toyota TF106, TF106B Midland M16        | Panasonic Toyota Racing MF1 Racing           |
| Toyota RVX-07 2.4 V8  | 2007   | 17       |        |       |               | 46   | Toyota TF107 Williams FW29              | Panasonic Toyota Racing AT&T WilliamsF1 Team |
| Toyota RVX-08 2.4 V8  | 2008   | 18       |        |       |               | 82   | Toyota TF108 Williams FW30              | Panasonic Toyota Racing AT&T Williams        |
| Toyota RVX-09 2.4 V8  | 2009   | 17       |        | 1     | 3             | 94   | Toyota TF109 Williams FW31              | Panasonic Toyota Racing AT&T Williams        |

## Результаты выступлений шасси Toyota в Формуле-1
| Легенда к таблице |                                                                    |
| --- | ------------------------------------------------------------------ |
| В таблице перечислены результаты всех Гран-при Формулы-1, в которых принимала участие команда. Строками таблицы являются сезоны, столбцами — этапы чемпионата мира. В каждой клетке указаны сокращённое название этапа и результаты гонщиков команды, дополнительно обозначенные цветом. Расшифровка обозначений и цветов представлена в нижеследующей таблице. |                                                                    |
| \| Пример \| Описание \| \| ------------ \| ------------------------------------------------------------------ \| \| 1 \| Победитель \| \| 2 \| Второе место \| \| 3 \| Третье место \| \| 5 \| Финишировал, заработав очки \| \| Сход \| Не финишировал, но при этом заработал очки \| \| 12 \| Финишировал, не получив очков \| \| НКЛ \| Финишировал, но не попал в финальную классификацию \| \| 15 \| Участвовал вне зачёта, либо по отдельной классификации \| \| 18 \| Не финишировал, но попал в финальную классификацию \| \| Сход \| Не финишировал \| \| НКВ \| Не прошёл квалификацию \| \| НПКВ \| Не прошёл предквалификацию \| \| ДСК \| Дисквалифицирован \| \| ИСК \| Исключён из протокола соревнований \| \| ТТ \| Заявлен для участия только в тренировках \| \| НС \| Участвовал в квалификации, но не стартовал в гонке \| \| Т \| Травмирован или болен \| \| ОТК \| Отказ от участия \| \| НТР \| Прибыл на соревнования, но на трассу не выезжал \| \| НПР \| Был заявлен в числе участников, но не прибыл к началу соревнований \| \| О \| Соревнования отменены \| \| \| Не участвовал \| \| Поул-позиция \| \| \| Быстрый круг \| \| |                                                                    |
| Пример | Описание                                                           |
| 1 | Победитель                                                         |
| 2 | Второе место                                                       |
| 3 | Третье место                                                       |
| 5 | Финишировал, заработав очки                                        |
| Сход | Не финишировал, но при этом заработал очки                         |
| 12 | Финишировал, не получив очков                                      |
| НКЛ | Финишировал, но не попал в финальную классификацию                 |
| 15 | Участвовал вне зачёта, либо по отдельной классификации             |
| 18 | Не финишировал, но попал в финальную классификацию                 |
| Сход | Не финишировал                                                     |
| НКВ | Не прошёл квалификацию                                             |
| НПКВ | Не прошёл предквалификацию                                         |
| ДСК | Дисквалифицирован                                                  |
| ИСК | Исключён из протокола соревнований                                 |
| ТТ | Заявлен для участия только в тренировках                           |
| НС | Участвовал в квалификации, но не стартовал в гонке                 |
| Т | Травмирован или болен                                              |
| ОТК | Отказ от участия                                                   |
| НТР | Прибыл на соревнования, но на трассу не выезжал                    |
| НПР | Был заявлен в числе участников, но не прибыл к началу соревнований |
| О | Соревнования отменены                                              |
| | Не участвовал                                                      |
| Поул-позиция |                                                                    |
| Быстрый круг |                                                                    |

| Год  | Шасси        | Двигатель             | Ш | Гонщики            | 1    | 2    | 3    | 4    | 5    | 6    | 7    | 8    | 9    | 10   | 11   | 12   | 13   | 14   | 15   | 16   | 17   | 18   | 19  | Место | Очки |
| ---- | ------------ | --------------------- | - | ------------------ | ---- | ---- | ---- | ---- | ---- | ---- | ---- | ---- | ---- | ---- | ---- | ---- | ---- | ---- | ---- | ---- | ---- | ---- | --- | ----- | ---- |
| 2002 | TF102        | Toyota RVX-02 3.0 V10 | M |                    | АВС  | МАЛ  | БРА  | САН  | ИСП  | АВТ  | МОН  | КАН  | ЕВР  | ВЕЛ  | ФРА  | ГЕР  | ВЕН  | БЕЛ  | ИТА  | США  | ЯПО  |      |     | 10    | 2    |
| 2002 | TF102        | Toyota RVX-02 3.0 V10 | M | Мика Сало          | 6    | 12   | 6    | Сход | 9    | 8    | Сход | Сход | Сход | Сход | Сход | 9    | 15   | 7    | 11   | 14   | 8    |      |     | 10    | 2    |
| 2002 | TF102        | Toyota RVX-02 3.0 V10 | M | Алан МакНиш        | Сход | 7    | Сход | Сход | 8    | 9    | Сход | Сход | 14   | Сход | 11   | Сход | 14   | 9    | Сход | 15   | НС   |      |     | 10    | 2    |
| 2003 | TF103        | Toyota RVX-03 3.0 V10 | M |                    | АВС  | МАЛ  | БРА  | САН  | ИСП  | АВТ  | МОН  | КАН  | ЕВР  | ФРА  | ВЕЛ  | ГЕР  | ВЕН  | ИТА  | США  | ЯПО  |      |      |     | 8     | 16   |
| 2003 | TF103        | Toyota RVX-03 3.0 V10 | M | Оливье Панис       | Сход | Сход | Сход | 9    | Сход | Сход | 13   | 8    | Сход | 8    | 11   | 5    | Сход | Сход | Сход | 10   |      |      |     | 8     | 16   |
| 2003 | TF103        | Toyota RVX-03 3.0 V10 | M | Кристиано да Матта | Сход | 11   | 10   | 12   | 5    | 10   | 9    | 11   | Сход | 11   | 7    | 6    | 11   | Сход | 9    | 7    |      |      |     | 8     | 16   |
| 2004 | TF104 TF104B | Toyota RVX-04 3.0 V10 | M |                    | АВС  | МАЛ  | БАХ  | САН  | ИСП  | МОН  | ЕВР  | КАН  | США  | ФРА  | ВЕЛ  | ГЕР  | ВЕН  | БЕЛ  | ИТА  | КИТ  | ЯПО  | БРА  |     | 8     | 9    |
| 2004 | TF104 TF104B | Toyota RVX-04 3.0 V10 | M | Кристиано да Матта | 12   | 9    | 10   | Сход | 13   | 5    | Сход | ДСК  | Сход | 14   | 13   | Сход |      |      |      |      |      |      |     | 8     | 9    |
| 2004 | TF104 TF104B | Toyota RVX-04 3.0 V10 | M | Оливье Панис       | 13   | 12   | 9    | 11   | Сход | 8    | 11   | ДСК  | 5    | 15   | Сход | 14   | 11   | 8    | Сход | 14   | 14   |      |     | 8     | 9    |
| 2004 | TF104 TF104B | Toyota RVX-04 3.0 V10 | M | Рикардо Зонта      |      |      |      |      |      |      |      |      |      |      |      |      | Сход | 10   | 11   | Сход |      | 13   |     | 8     | 9    |
| 2004 | TF104 TF104B | Toyota RVX-04 3.0 V10 | M | Ярно Трулли        |      |      |      |      |      |      |      |      |      |      |      |      |      |      |      |      | 11   | 12   |     | 8     | 9    |
| 2005 | TF105 TF105B | Toyota RVX-05 3.0 V10 | M |                    | АВС  | МАЛ  | БАХ  | САН  | ИСП  | МОН  | ЕВР  | КАН  | США  | ФРА  | ВЕЛ  | ГЕР  | ВЕН  | ТУР  | ИТА  | БЕЛ  | БРА  | ЯПО  | КИТ | 4     | 88   |
| 2005 | TF105 TF105B | Toyota RVX-05 3.0 V10 | M | Ярно Трулли        | 9    | 2    | 2    | 5    | 3    | 10   | 8    | Сход | НС   | 5    | 9    | 14   | 4    | 5    | 5    | Сход | 13   | Сход | 15  | 4     | 88   |
| 2005 | TF105 TF105B | Toyota RVX-05 3.0 V10 | M | Ральф Шумахер      | 12   | 5    | 4    | 9    | 4    | 5    | Сход | 5    | Т    | 7    | 8    | 5    | 3    | 12   | 5    | 7    | 8    | 8    | 3   | 4     | 88   |
| 2005 | TF105 TF105B | Toyota RVX-05 3.0 V10 | M | Рикардо Зонта      |      |      |      |      |      |      |      |      | НС   |      |      |      |      |      |      |      |      |      |     | 4     | 88   |
| 2006 | TF106 TF106B | Toyota RVX-06 2.4 V8  | B |                    | БАХ  | МАЛ  | АВС  | САН  | ЕВР  | ИСП  | МОН  | ВЕЛ  | КАН  | США  | ФРА  | ГЕР  | ВЕН  | ТУР  | ИТА  | КИТ  | ЯПО  | БРА  |     | 6     | 35   |
| 2006 | TF106 TF106B | Toyota RVX-06 2.4 V8  | B | Ральф Шумахер      | 14   | 8    | 3    | 9    | Сход | Сход | 8    | Сход | Сход | Сход | 4    | 9    | 5    | 7    | 15   | Сход | 7    | Сход |     | 6     | 35   |
| 2006 | TF106 TF106B | Toyota RVX-06 2.4 V8  | B | Ярно Трулли        | 16   | 9    | Сход | Сход | 9    | 10   | 17   | 11   | 5    | 4    | Сход | 7    | 12   | 9    | 7    | Сход | 5    | Сход |     | 6     | 35   |
| 2007 | TF107        | Toyota RVX-07 2.4 V8  | B |                    | АВС  | МАЛ  | БАХ  | ИСП  | МОН  | КАН  | США  | ФРА  | ВЕЛ  | ЕВР  | ВЕН  | ТУР  | ИТА  | БЕЛ  | ЯПО  | КИТ  | БРА  |      |     | 6     | 13   |
| 2007 | TF107        | Toyota RVX-07 2.4 V8  | B | Ральф Шумахер      | 8    | 15   | 12   | Сход | 16   | 8    | Сход | 10   | Сход | Сход | 5    | 12   | 15   | 10   | Сход | Сход | 11   |      |     | 6     | 13   |
| 2007 | TF107        | Toyota RVX-07 2.4 V8  | B | Ярно Трулли        | 9    | 7    | 7    | Сход | 15   | Сход | 5    | Сход | Сход | 13   | 10   | 16   | 11   | 11   | 13   | 13   | 8    |      |     | 6     | 13   |
| 2008 | TF108        | Toyota RVX-08 2.4 V8  | B |                    | АВС  | МАЛ  | БАХ  | ИСП  | ТУР  | МОН  | КАН  | ФРА  | ВЕЛ  | ГЕР  | ВЕН  | ЕВР  | БЕЛ  | ИТА  | СИН  | ЯПО  | КИТ  | БРА  |     | 5     | 56   |
| 2008 | TF108        | Toyota RVX-08 2.4 V8  | B | Ярно Трулли        | Сход | 4    | 5    | 8    | 10   | 13   | 5    | 3    | 7    | 9    | 7    | 5    | 16   | 13   | Сход | 5    | Сход | 8    |     | 5     | 56   |
| 2008 | TF108        | Toyota RVX-08 2.4 V8  | B | Тимо Глок          | Сход | Сход | 9    | 11   | 13   | 12   | 4    | 11   | 12   | Сход | 2    | 7    | 9    | 11   | 4    | Сход | 7    | 5    |     | 5     | 56   |
| 2009 | TF109        | Toyota RVX-09 2.4 V8  | B |                    | АВС  | МАЛ  | КИТ  | БАХ  | ИСП  | МОН  | ТУР  | ВЕЛ  | ГЕР  | ВЕН  | ЕВР  | БЕЛ  | ИТА  | СИН  | ЯПО  | БРА  | АБУ  |      |     | 5     | 59.5 |
| 2009 | TF109        | Toyota RVX-09 2.4 V8  | B | Ярно Трулли        | 3    | 4    | Сход | 3    | Сход | 13   | 4    | 7    | 17   | 8    | 13   | Сход | 14   | 12   | 2    | Сход | 7    |      |     | 5     | 59.5 |
| 2009 | TF109        | Toyota RVX-09 2.4 V8  | B | Тимо Глок          | 4    | 3    | 7    | 7    | 10   | 10   | 8    | 9    | 9    | 5    | 14   | 10   | 11   | 2    | НС   |      |      |      |     | 5     | 59.5 |
| 2009 | TF109        | Toyota RVX-09 2.4 V8  | B | Камуи Кобаяси      |      |      |      |      |      |      |      |      |      |      |      |      |      |      |      | 9    | 5    |      |     | 5     | 59.5 |